# Casa Torra
La casa Torra és un habitatge modernista projectat per Ignasi Oms i Ponsa l'any 1910 ubicat en un xamfrà de la plaça Independència, prop del passeig de Pere III, en ple centre de la ciutat de Manresa (Bages). És una obra protegit com a bé cultural d'interès local.
Destaca perquè conserva perfectament els plantejaments de casa independent i al mateix temps s'integra a l'espai urbà d'una manera molt original i típicament modernista amb una façana en part alineada al carrer i en part asimètrica per allotjar a dos jardins.

## Descripció
Habitatge unifamiliar amb tres façanes (una al carrer i dues al jardí) i una mitgera. Consta de planta baixa i dos pisos. Sobresurt una torratxa d'il·luminació de la caixa de l'escala. Les façanes són de composició ordenada i dues d'elles simètriques. Planta baixa amb portal i finestres neogòtiques, tota de pedra amb bandes horitzontals buixardades. La resta, estuc imitant totxo, remat superior monumental a la façana principal, de pedra, amb una teoria de finestres separades per columnetes amb capitells molt treballats. S'han pogut diferenciar dues fases en el seu procés de construcció. La primera, datada en els primers anys de la presència romana, amb una amplada de 4 metres per 6 d'alçada; era reforçada mitjançant torres de planta quadrangular de les quals en coneixem tres: la de Minerva (o Sant Magí), la del Cabiscol (o Seminari) i la de l'Arquebisbe (reconstruïda al segle XIV).
La segona fase respon a un canvi de plantejament arquitectònic i estratègic amb la fita d'augmentar l'amplada a 6 metres i l'alçada a 12. Aquesta segona fase es produeix pocs anys més tard de la fundació de la ciutat i, sembla, que es pot relacionar amb les campanyes militars del cònsol Cató per reprimir la revolta de les tribus indígenes, tot just començat el segle ii aC.
Els llenços de les muralles i de les torres presenten la mateixa tècnica constructiva: la base és constituïda per blocs megalítics on s'obren petites portes (portelles) que només permeten el pas d'una persona a peu amb finalitat militar. Damunt del sòcol megalític es recolza el doble parament de carreus tallats i, generalment, encoixinats, fins a completar l'alçada. L'espai entre tots dos paraments s'omple amb toves i pedres petites.

## Història
El projecte és del 1910.
Actualment, els baixos de l'edifici estan destinats a usos comercials i els pisos són habitats per particulars.